# کنولز (یوتا)
کنولز (به انگلیسی: Knolls) یک منطقهٔ مسکونی در ایالات متحده آمریکا است که در شهرستان تویلی، یوتا واقع شده‌است. کنولز ۱٬۲۸۹٫۰۱ متر بالاتر از سطح دریا قرار دارد.